# Comté de Mason (Kentucky)
Pour les articles homonymes, voir Comté de Mason.
Le comté de Mason est un comté de l'État du Kentucky, aux États-Unis. Son siège est Maysville.
Fondé en 1789, il a été nommé d'après George Mason.